# داگلاس او-۴۳
داگلاس او-۴۳ (به انگلیسی: Douglas O-43) یک هواپیمای ساختِ کارخانهٔ شرکت هواپیماسازی داگلاس در کشور ایالات متحده آمریکا است. نخستین استفاده‌کنندهٔ این هواپیما تفنگداران هوایی ارتش ایالات متحده آمریکا بوده‌است.